# Elasmopus rishikondiensis
Elasmopus rishikondiensis is een vlokreeftensoort uit de familie van de Maeridae. De wetenschappelijke naam van de soort is voor het eerst geldig gepubliceerd in 1981 door Kanakadurga, Rao & Shyamasundari.